# The Legend of Tarzan
Tarzan er en amerikansk actioneventyr fra 2016. Filmen er instrueret af David Yates, skrevet af Stuart Beattie, Craig Brewer, John Collee og Adam Cozad, og har Alexander Skarsgård, Margot Robbie, Christoph Waltz, Samuel L. Jackson og danske Casper Crump i hovedrollerne.
Filmen er baseret på bøgerne om Tarzan af Edgar Rice Burroughs. 
Den havde biografpræmiere i USA i juni, 2016.

## Handling
Der er gået mange år siden manden som en gang var kendt som Tarzan (Alexander Skarsgård) forlod jungelen i Afrika for at leve et bedre liv i London som John Clayton III, Lord Greystoke, med sin elskede kone Jane Porter (Margot Robbie) ved sin side. Nu er han blevet inviteret til Congo for at fungere som en handelsesudsendt af parlamentet, udvidende om at han er blot en brik i en dødelig kamp om grådighed og hævn, og hjernen bag det hele er den belgiske kaptajn Rom (Christoph Waltz).

## Rolleliste
- Alexander Skarsgård som Tarzan/John Clayton III, Lord Greystoke
- Margot Robbie som Jane Porter
- Christoph Waltz som Captain Léon Rom
- Samuel L. Jackson som George Washington Williams
- Djimon Hounsou som Chief Mbonga
- Casper Crump som Captain Kerchover
- Simon Russell Beale som Mr. Frum
- Rory J. Snaper som unge Tarzan
- Ella Purnell som unge Jane

## Soundtrack
Alt musik er komponeret af Rupert Gregson-Williams (undtagen "Better Love").
- Opar
- Diamonds
- Togetherness
- Steamer and Butterfly
- Orphaned
- Returning Home
- Campfire
- Tarzan and Jane
- Village Ambush
- Catching the Train
- Rom's Plan
- Akut Fight
- Elephants In The Night
- Jane Escapes
- Jungle Shooting
- Kala's Death
- Where Was Your Honor?
- Boma Port
- Stampede
- On The Boat
- The Legend Of Tarzan
- Better Love - Performed by Hozier